# Dirge of Cerberus: Final Fantasy VII
Dirge of Cerberus: Final Fantasy VII (jap. ダージュ オブ ケルベロス -ファイナルファンタジーVII-, Dāju obu Keruberosu -Fainaru Fantajī Sebun-) ist eine Fortsetzung des siebten Teils der Final-Fantasy-Rollenspielreihe Final Fantasy VII, das von Square Enix entwickelt und veröffentlicht wurde. In diesem, nach der filmisch umgesetzten Fortsetzung Final Fantasy VII: Advent Children ansetzenden Spiel ist Vincent Valentine die Hauptfigur, welche bereits im Originalspiel auftrat. Im Gegensatz zu den meisten Spielen der Final-Fantasy-Reihe handelt es sich um kein Rollenspiel, sondern um einen Third-Person-Shooter.
Eine Version für Mobiltelefone, das als Dirge of Cerberus Lost Episode: Final Fantasy VII (ダージュ オブ ケルベロス ロスト エピソード -ファイナルファンタジーVII-, Dāju obu Keruberosu Rosuto Episōdo -Fainaru Fantajī Sebun-) veröffentlicht wurde, umschließt eine Nebenhandlung, die nicht im Hauptspiel integriert wurde.

## Handlung
Die Handlung des Spiels setzt drei Jahre nach dem ersten veröffentlichten Spiel der Serie und ein Jahr nach dessen filmisch umgesetzten Fortsetzung ein. Eine Gruppe durch ein SOLDAT-Experiment des ShinRa-Konzerns herangezüchteter und mit übermenschlichen Fähigkeiten ausgestatteter Krieger, die Deepground genannt wird, verwüsten eine Vielzahl von Städten und entführen einige der Einwohner.
Vincent Valentine, der gegen die Deepground-SOLDIER kämpft, erfährt vom Vorhaben der Anführer dieser Gruppe, die sich Tsviets nennen und die die Welt mit der Erweckung der legendären Bestie Omega zu vernichten drohen.
Im Spiel ist es das Ziel des Spielers in der Rolle von Vincent Valentine die Welt zu retten, indem er auf seinen Missionen die WRO (World Regenesis Organisation) dabei unterstützt, die Machenschaften der Deepground-Gruppe zu beenden und ihr Vorhaben zu stoppen.

## Figuren
Es treten eine Vielzahl von Charakteren aus dem Vorgänger auf, die allesamt nicht spielbar sind. Zu diesen gehören vor allem Cid Highwind, Cloud Strife, Red XIII, Yuffie Kisaragi, Tifa Lockheart.
Spielbare Figuren sind ausschließlich:
Vincent Valentine
Ist die Hauptfigur. Er ist ein ehemaliges Mitglied von Shinras Sondereinheit, den Turks, der infolge eines Experimentes unsterblich wurde und seiner großen Liebe Lucretia nachtrauert.
Cait Sith
Der Roboter von Reeve. Er sieht aus wie eine Plüsch-Katze und ist nur für eine kurze Mission spielbar.
Hauptgegner in diesem Spiel sind die Tsviets, eine Fünfergruppe hochgezüchteter Krieger:
- Weiß der Unbefleckte: Er ist der Anführer der Tsviets. Er ist den Großteils des Spiels über tot. Am Ende wird er wiederbelebt, doch er wird von Hojo kontrolliert. Nach einem harten Kampf vereint sich sein Bruder Nero mit ihm und Hojo wird endgültig vernichtet. Doch der Kampf ist noch nicht vorbei, im letzten Kapitel bekämpft man Weiß noch zweimal. Während des Spiels erfährt man nicht allzu viel von seiner Persönlichkeit. Er kämpft mit zwei Gunblades.
- Nero der Pechschwarze
- Rosso die Blutrote
- Shelke die Transparente
- Azul der Kobaltblaue